# كلية جنينية

الكليّة الخاصة لدودة الأرض رقم 9.

الكليّة أو الكلوة الجنينية هي عضو لدى اللافقاريات، يتواجد في أزواجٍ ويؤدي وظيفة مماثلة لوظيفة الكلية لدى الفقاريات (والتي نشأت من كليّات الحبليات) تزيل الكليّات الفضلات الأيضية من جسم الحيوان، وتنقسم إلى نوعين أساسيين: الكليات البعدية (Metanephridia) والكليات الأولية (protonephridia). تنتمي جميع الحيوانات التي لديها كليّات -وكلى- إلى قبيل الكلوانيات.